# Carex schottii
Carex schottii är en halvgräsart som beskrevs av Chester Dewey. Carex schottii ingår i släktet starrar, och familjen halvgräs. Inga underarter finns listade i Catalogue of Life.